# Urmo Aava
Pour les articles homonymes, voir Aava.
Urmo Aava, né le 2 février 1979, est un pilote de rallye estonien qui a piloté en championnat du monde des rallyes. 
Son copilote fut alors Kuldar Sikk. 
Il interrompt la compétition de haut niveau à la fin de la saison 2009.

## Titres
- Champion d'Estonie des rallyes du Grand Groupe N, en 2001 (sur Subaru Impreza WRX);
- Triple champion d'Estonie des rallyes Formule 2, en 1998, 1999 et 2000 (sur Lada Samara 21083);

## Résultats en WRC
- 2003 : 5e du championnat du monde des rallyes junior;
- 2004 : 8e du championnat du monde des rallyes junior;
- 2005 : 4e du championnat du monde des rallyes junior;
- 2006 : 2e du championnat du monde des rallyes junior;
- 2007 : 2e du championnat du monde des rallyes junior, 16e du championnat du monde des rallyes;
- 2008 : 11e du championnat du monde des rallyes;
- 2009 : 18e du championnat du monde des rallyes.